# The Eccentric Dancer
The Eccentric Dancer è un cortometraggio muto del 1900 prodotto e diretto da Cecil M. Hepworth.

## Trama
Un clown si esibisce in una danza impossibile.

## Produzione
Il film fu prodotto dalla Hepworth.

## Distribuzione
Distribuito dalla Hepworth, il film - un cortometraggio della lunghezza di 15,2 metri - uscì nelle sale cinematografiche britanniche nel novembre 1900.
Non si hanno altre notizie del film che si ritiene perduto, forse distrutto nel 1924 quando il produttore Cecil M. Hepworth, ormai fallito, cercò di recuperare l'argento del nitrato fondendo le pellicole.